# Santuario de Yria
El santuario de Yria (en griego, Ύρια) es un yacimiento arqueológico ubicado en la isla de Naxos, Grecia. Su uso como lugar de culto religioso ha sido continuado entre el siglo XIV a. C. y la actualidad.

## Restos arqueológicos

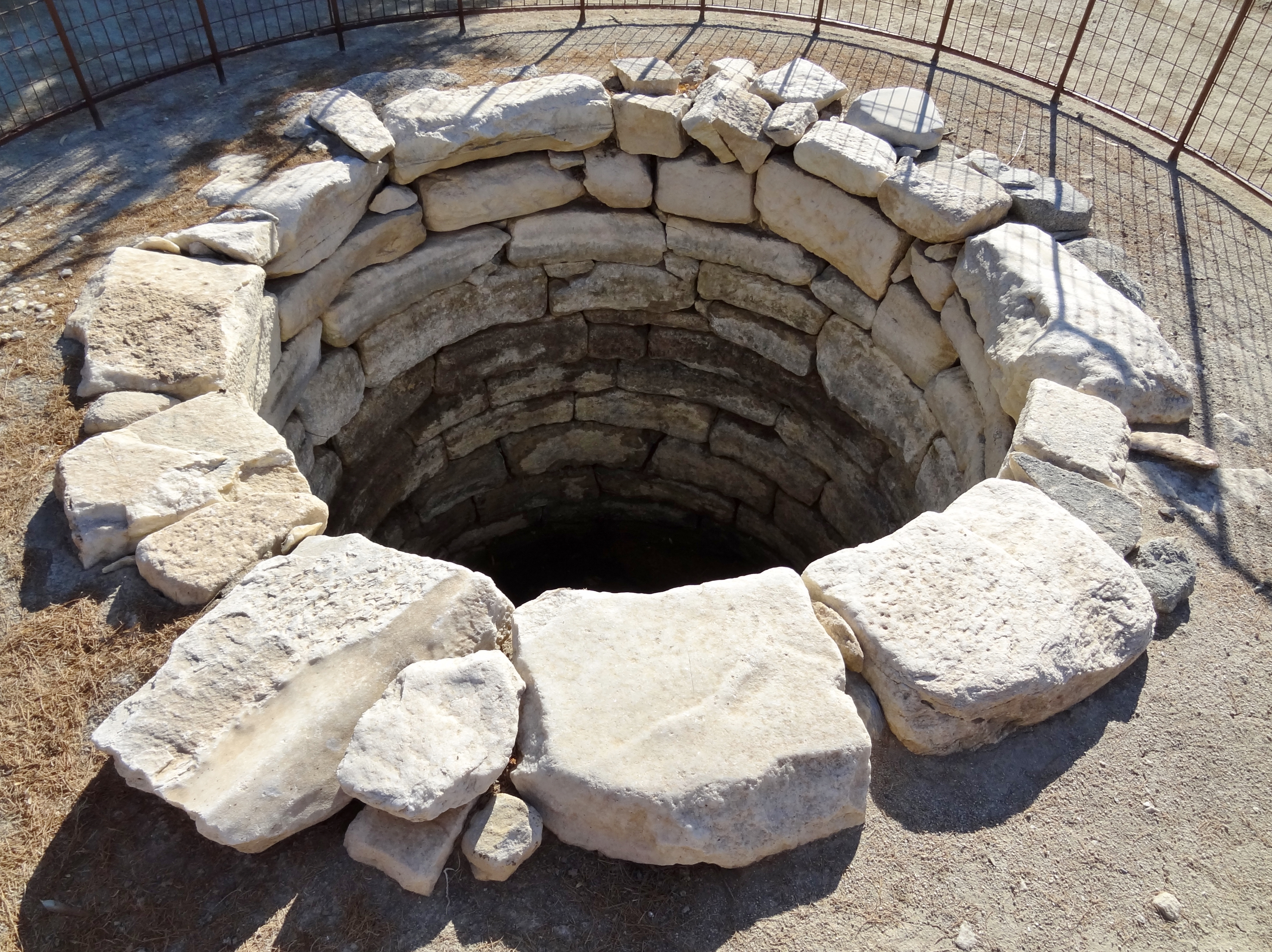
Pozo del santuario.

El sitio arqueológico fue identificado en 1982, excavado entre 1986 y 1996 y rehabilitado entre 1992 y 1996 por equipos procedentes de la Universidad de Atenas y de la Universidad de Múnich.    
Este santuario tuvo una época inicial en la que aparentemente la adoración se realizaba al aire libre, entre el periodo micénico y el periodo geométrico medio (es decir, aproximadamente entre los años 1300/1100 y 800/750 a. C.) 
Hay el 800 a. C. se construyó un templo que probablemente fue destruido por una inundación. Este fue reemplazado, hacia el 730 a. C., por un edificio ceremonial que constaba de cuatro sectores alargados separados por columnatas y bancos exteriores para los fieles.
El edificio quedó destruido por razones desconocidas y se construyó otro templo, a principios del siglo VII a. C., de forma cuadrangular, con tres naves. A finales de siglo el culto volvió a estar al aire libre.
El siguiente templo, cuyos restos se han conservado, fue construido hacia 580/570 a. C. Se trata de un hecatompedón de estilo jónico, que estaba dividido en tres pasillos por columnas. Constaba de un altar de mármol. Se rendía culto a Dioniso.
En torno al santuario había una estructura en forma de estoa que tenía la función de albergar banquetes ceremoniales. En esta área fueron hallados numerosos utensilios de cerámica y de cocina.
En la época romana, hacia el siglo I a. C. tuvo que ser rehabilitado. Hacia el siglo V se convirtió en una basílica paleocristiana. Posteriormente se construyó en sus inmediaciones la iglesia bizantina de San Jorge.